# フェリー・デ・レフト
フェリー・デ・レフト（Ferry de Regt, 1988年8月29日 - ）は、オランダ・フェンロー出身の元サッカー選手。現役時代のポジションはディフェンダー。

## 経歴
11歳の時にVVVフェンローの下部組織に加入し、2006年にトップチームに昇格した。デビュー戦は2006年12月15日に行われたFCデン・ボスとのアウェイ戦で、試合途中から出場した。
トップチーム昇格当初は右サイドバックの選手であったが、センターバックのショルス・フェルデレンやペーテル・レーケルスが相次いで負傷したため、次第にセンターバックとしての出場を増やしていった。
2012-13シーズンは、エールステ・ディヴィジのヘルモント・スポルトへ期限付き移籍し、翌年に完全移籍した。
2014-15シーズン限りで契約満了に伴いヘルモントを退団。翌シーズンよりフォルトゥナ・シッタートと2年契約を結んだ。